# Панама на Светском првенству у атлетици у дворани 2016.
Панама је девети пут учествовала на 16. Светском првенству у атлетици у дворани 2016. одржаном у Портланду од 17. до 20. марта. Репрезентацију Панаме представљао је 1 такмичара који се такмичио у трци на 60 метара.,
На овом првенству такмичар Панама није освојио ниједну медаљу али је остварио свој најбољи резултат сезоне.

## Учесници
Мушкарци:
- Матео Едвард — 60 м

## Резултати

### Мушкарци
| Атлетичар    | Дисциплина | Лични рекорд | Квалификација | Квалификација | Финале               | Финале       | Детаљи |
| Атлетичар    | Дисциплина | Лични рекорд | Резултат      | Место         | Резултат             | Место        | Детаљи |
| ------------ | ---------- | ------------ | ------------- | ------------- | -------------------- | ------------ | ------ |
| Матео Едвард | 60 м       | 6,73 НР      | 6,78 ЛРС      | 7. у гр. 4    | Није се квалификовао | 33 / 53 (56) |        |